# Голованова, Любовь Витальевна
Любовь Витальевна Голова́нова (род. 1 ноября 1957 г., Кинешма, Ивановская область, РСФСР, СССР) — советский и российский археолог, кандидат исторических наук (1986), специалист по первобытной археологии, первооткрыватель и исследователь важнейших памятников каменного века на Северном Кавказе, первооткрыватель одного из наиболее полно сохранившихся погребений неандертальцев любого возраста в мире в Мезмайской пещере. Основные направления исследований: проблемы антропогенеза, динамика среды и культуры в каменном веке.
Главный научный сотрудник Автономной некоммерческой организации в области гуманитарных и естественно-научных исследований «Лаборатория доистории» (создана в 1999 г.). Живёт и работает в Санкт-Петербурге.

## Биография
Родилась 1 ноября 1957 г. в городе Кинешма Ивановской области СССР. Окончила среднюю школу № 10 в г. Кинешма. В 1975—1981 гг. — студент кафедры археологии Ленинградского государственного университета.
С 1981 по 1984 гг. — аспирант Ленинградского Отделения Института Археологии АН СССР. В 1986 г. защитила кандидатскую диссертацию на тему «Ашельские памятники Северного Кавказа».
В 1984—1985 гг. — старший лаборант, в 1986—1998 гг. — младший научный сотрудник ЛОИА/ИИМК РАН.
С 1999 г. по наст. время — главный научный сотрудник Автономной некоммерческой организации в области гуманитарных и естественно-научных исследований «Лаборатория доистории», г. Санкт-Петербург.
С 1982 г. провела более 60 археологических экспедиций (Кубанский отряд, затем Северо-Кавказская палеолитическая экспедиция). на территории Краснодарского края, Республики Адыгея, Карачаево — Черкесской Республики, Республики Кабардино-Балкария, Ставропольского края в России, а также участвовала в раскопках на территории Южной Осетии, Франции, Англии, Эфиопии и других стран.

## Научная деятельность
Целенаправленными разведочными работами под руководством Л. В. Головановой на Северном Кавказе в два раза увеличено количество стратифицированных многослойных стоянок эпохи каменного века, открыты опорные памятники, включающие отложения более 100 тыс. лет.
В 1987 г. под руководством Л. В. Головановой открыт и изучается около 40 лет ставший всемирно известным археологический памятник — Мезмайская пещера (Краснодарский край). Изучение каменной и костяной индустрии неандертальцев Мезмайской пещеры и других стоянок Северо-Западного Кавказа показало, что она имеет аналогии в Центральной Европе, в Крыму и на юге Русской равнины. Близость неандертальцев Северо-Западного Кавказа неандертальцам Центральной Европы позднее была подтверждена генетическими исследованиями.
В 1993 г. экспедиция под руководством Л. В. Головановой находит в Мезмайской пещере уникальное сохранившееся погребение новорождённого неандертальца. На сегодняшний день это один из самых молодых и самых хорошо сохранившийся скелетов среди неандертальцев в мире. Единственный образец из России, который смог участвовать в проекте по изучению генома неандертальцев, благодаря уникальной сохранности костного материала. Позже здесь были найдены останки ещё двух индивидуумов, которые участвовали в проектах изучения замещения ранних неандертальцев генетически отличными от них поздними неандертальцами. Палеогенетические исследования показали, что поздние неандертальцы из Мезмайской пещеры (сл. 2, 2А, ок. 40-45 тыс. лет назад) ближе поздним неандертальцам Европы, чем раннему неандертальцу из Мезмайской пещеры (сл. 3, более 70 тыс. л. н.), что свидетельствует о перезаселении региона неандертальцами в среднем палеолите.
В Мезмайской пещере впервые была изучена самая ранняя стоянка раннего верхнего палеолита на Северном Кавказе, доказана миграция ранних сапиенсов с юга, сырьевые контакты с Закавказьем. Впервые в мире по материалам Мезмайской был определён состав красок, включающих органические компоненты, древностью около 30 тысяч лет назад. В составе красок использовались органические (битум) и неорганические (красный болюс, каолин) пигменты, а в качестве связующего использовали животный клей, полученный методом кипячения. На сегодняшний день, это самое древнее свидетельство использования кипячения в человеческой истории.
Материалы Мезмайской пещеры финала палеолита позволили обосновать раннее появление геометрических микролитов и развитие эпипалеолитической культуры до рубежа плейстоцена и голоцена (12/10 тысяч лет назад), отсутствие оснований для выделения мезолита и раннее появление керамического неолита. Результаты исследований материалов Мезмайской пещеры опубликованы в ведущих российских и зарубежных изданиях, в том числе «Nature» и Science.
С 2016 г. Л. В. Голованова руководит исследованиями грота Сосруко в Приэльбрусье. В 2022 г. опубликована коллективная монография «Эпипалеолит Приэльбрусья», где представлены результаты новейших исследований в регионе Центрального Кавказа. На материалах грота Сосруко исследуется проблема заселения территории Приэльбрусья в каменном веке, специфика культурного развития региона по сравнению с другими территориями, влияния климата и вулканизма на динамику заселения территории.
В 2007 г. Л. В. Головановой и коллегами выдвинута новая гипотеза о причинах исчезновения неандертальцев на Кавказе. Статья «Significance of ecological factors in the Middle to Upper Paleolithic transition» опубликована в 2010 г. в одном из ведущих журналов по археологии - «Current Anthropology».
По результатам многолетних многодисциплинарных исследований опубликованы комплексные статьи, синтезирующие современные результаты изучения палеолита Кавказа — распространение на Северо-Западном Кавказе неандертальцев, близких неандертальцам Центральной Европы, которые также были носителями микокских индустрий, обоснована разнообразная хозяйственная деятельность, охотничьи и сырьевые стратегии неандертальцев, а также доказана близость материалов ранних сапиенсов ахмарским индустриям Ближнего Востока и Грузии, сформулированы общие черты эпипалеолитических индустрий Кавказа и их своеобразие в сравнении с соседними регионами.
Согласно генетическим исследованиям, которые совпадают с современными археологическими данными популяции людей верхнего палеолита — эпипалеолита Кавказа и Юго-Западной Азии являются потомками общей предковой популяции, которая расселилась в регионе в начале верхнего палеолита. Это свидетельствует о том, что популяционная история охотников — собирателей верхнего палеолита  - эпипалеолита Кавказа была другой, чем у их современников в Европе, отличалось и культурное развитие, от тех процессов, которые происходили в это время в Европе. 
В 2020 г. Л. В. Головановой и В. Б. Дороничевым опубликована книга «Environment, Culture and Subsistence of Humans in the Caucasus between 40,000 and 10,000 Years Ago», которая является первым полным обобщением исследований, проведённых до настоящего времени в археологии верхнего палеолита Кавказа. В ней обсуждаются культурные изменения, которые произошли в верхнем палеолите, и стратегии жизнеобеспечения современного человека на протяжении всего этого периода: примерно от 40 000 до 10 000 л. н. в контексте динамики экологии, которая затронула население этого региона. Авторы рассматривают эпоху верхнего палеолита Кавказа в сравнении с культурными и палеогеографическими изменениями, которые происходят в этот период в Западной Евразии.
С 2019 г. инициированы раскопки Навеса у Алебастрового завода в Приэльбрусье, выявлен самый ранний (8,2 - 7 тыс. л. н.) на Северном Кавказе керамический неолит.  
В сферу научных интересов Л. В. Головановой входят изучение технологии расщепления, типологии, редукции каменных орудий, одним из важных направлений исследований является комплексное изучение культурного слоя, микростратиграфический и планиграфический анализ.
Публичные лекции по археологии каменного века, проблемам антропогенеза были прочитаны  в Адыгейском республиканском институте гуманитарных исследований, в Адыгейском Государственном университете,  в Краснодарском государственном историко-археологическом музее-заповеднике имени Е. Д. Фелицына, в Кабардино-Балкарском Государственном университете и др., а также Гарвардском университете,  Институте эволюционной антропологии Макса Планка,  Цюрихском Университете, Пенсильванском университете,  Университете Калифорнии в Беркли, Еврейском университете в Иерусалиме и ряде других. По материалам из раскопок Л.В. Головановой защищены диссертации: Е.В. Дороничевой - «Сырьевые стратегии древнего человека  в среднем и позднем палеолите на Северо-Западном Кавказе», А.Г. Недомолкина - «Технология расщепления каменного сырья в верхнем палеолите Северо-Западного Кавказа».
Руководитель крупных научных проектов по междисциплинарному изучению проблем антропогенеза, эволюции, миграций и контактов в каменном веке.
Л. В. Голованова – автор и соавтор более 300 научных публикаций на русском, английском, французском, испанском языках, в том числе семи книг. Входит в список 30-ти самых цитируемых историков России по РИНЦ.

## Основные публикации

### Книги
1 -  Динамика климата и модели адаптаций в среднем и верхнем палеолите Северо-Западного Кавказа. М.: Де`Либри, 2022.  658 с. (в соавт.) ISBN 978-5-4491-1548-5
2 - Эпипалеолит Приэльбрусья (результаты междисциплинарных исследований 2017-2022 гг.).  Санкт-Петербург: Издательство РИПОЛ классик, 2022. 462 с. (в соавт.) ISBN 978-5-386-14833-1
3 - Environment, Culture and Subsistence of Humans in the Caucasus between 40,000 and 10,000 Years Ago. Newcastle upon Tyne: Cambridge Scholars Publishing. Monograph. 2020. 569 p.  (в соавт.) ISBN 1-5275-4250-5  https://www.cambridgescholars.com/product/978-1-5275-4250-1
4 - Грот Сарадж-Чуко в Приэльбрусье (результаты  междисциплинарных исследований 2017-2019 гг.). Санкт-Петербург: Издательство РИПОЛ классик, 2020. 408  c. (в соавт.) ISBN 978-5-386-13712-0
5 -  Треугольная пещера. Ранний палеолит Кавказа  и Восточной Европы. Санкт-Петербург: "Островитянин", 2007. 270 стр. (в соавт.) ISBN 978-5-98921-009-1
6 - Пещера Матузка. Санкт-Петербург: "Островитянин", 2006. 194 стр. (в соавт.) ISBN 5-98921-993-5
7 - Проблемы перехода от раннего к среднему палеолиту на Северо-Западном Кавказе. Санкт-Петербург, 1994. 170 стр.

### Основные научные статьи
1 - Golovanova L., Kostina Ju., Doronichev V. 2024 The first identification of composite paints with proteinaceous binder in Upper Palaeolithic (31–23 ka) organic decorations // Journal of Archaeological Science. Vol. 162. 105920 https://doi.org/10.1016/j.jas.2023.105920
2 - Голованова Л.В., Дороничев В.Б., Резепкин А.Д., Дороничева Е.В., Паламарчук Р.С. 2023 От Эпипалеолита до средневековья. Предварительные результаты изучения навеса у Алебастрового Завода в Приэльбрусье // Поволжская Археология. Вып. 45 (3). С. 46-69.  https://doi.org/10.24852/pa2023.3.45.46.69
3 - Golovanova L.V., RevinaE.I., Doronicheva E.V., Doronichev V.B., Spassovsky Yu.N., Poplevko G.N. 2023 Armes de chasse dans l’Epipaléolithique du Caucase du Nord. // L'Anthropologie. Vol. 127 (1). https://doi.org/10.1016/j.anthro.2022.103100
4 - Golovanova L.V., Doronicheva E.V., Nedomolkin A.G., Doronichev V.B., Shirobokov I.G., Petrov A.Yu., Maksimov F.E. 2022. The stone industry transformations at the edge of Pleistocene and Holocene: Evidence from the north-western and north-central Caucasus // Archaeological Research in Asia. Iss. 31. 100385 https://doi.org/10.1016/j.ara.2022.100385
5 - Golovanova L.V., Doronichev V.B., Doronicheva E.V., Sapega V.F., Shackley M.S. 2021 Long-distance contacts and social networks of the Upper Paleolithic humans in the North-Western Caucasus (on data from Mezmaiskaya cave, Russia). // Journal of Archaeological Science: Reports 39, 103118.  https://doi.org/10.1016/j.jasrep.2021.103118
6 - Голованова Л.В., Дороничев В.Б., Дороничева Е.В., Недомолкин А.Г. 2021 Геометрические микролиты в верхнем палеолите Кавказа и сопредельных территорий // Известия Иркутского государственного Университета. Серия:  Геоархеология. Этнология. Антропология. Том 38. С. 78-111 https://doi.org/10.26516/2227-2380.2021.38.78
7 - Golovanova L.V., Doronicheva E.V., Doronichev V.B., Tselmovich V.A., Shirobokov I.G. 2021 Impact of Climatic Stresses and Volcanism on the Tendencies of the Cultural Process in the North Caucasus during the Late Pleistocene. // Izvestiya, Atmospheric and Oceanic Physics. Vol. 57(7), pp. 781–802. DOI: 10.1134/S0001433821070070
8 - Golovanova L.V., Doronichev V.B., Doronicheva E.V., Nedomolkin A.G. 2021. Industries of the end of Upper Palaeolithic in the south of Russian plain (Northeastern Azov Sea region) and the Northern Caucasus. In: György Lengyel, Jarosław Wilczyński, Marta Sánchez de la Torre, Xavier Mangado, Josep Maria Fullola (eds), Studies on the Palaeolithic of Western Eurasia. Proceedings of the XVIII UISPP World Congress (4-9 June 2018, Paris, France), Vol. 14, Session XVII-4, Session XVII-6, Oxford: Archaeopress Publishing Ltd, pp. 159–183.
9 - Golovanova L.V., Doronichev V.B., Doronicheva E.V., Tregub T.F., Volkov M.A., Spasovskiy Yu.N., Petrov A. Yu., Maksimov F.E., Nedomolkin A.G. 2020. Dynamique du climat et du peuplement du Nord-Central du Caucase au tournant du Pléistocène et de l'Holocène. // L'Anthropologie.  Vol. 124 (2), 102759 https://doi.org/10.1016/j.anthro.2020.102759
10 - Голованова Л.В., Дороничев В.Б., Дороничева Е.В. 2019. Новые данные по палеолиту Приэльбрусья. // Российская Археология». Вып. 2, с. 7-17. DOI: 10.31857/S086960630004832-4
11 - Golovanova L.V., Doronicheva E.V., Doronichev V.B., Shirobokov I.G. 2017 Bifacial scraper-knives in the Micoquian sites in the North-Western Caucasus: Typology, technology, and reduction. // Quaternary International. Vol. 428. P. 49 - 65. https://doi.org/10.1016/j.quaint.2015.12.069
12 - Golovanova L.V., Doronichev V.B. 2017 The dynamics of stone industry transformation at interface of Lower and Middle Palaeolithic in the Northwest Сaucasus. // Quaternary International. 2017. Vol. 428 (part A). pp. 26–48. https://doi.org/10.1016/j.quaint.2015.11.062
13 - Golovanova L.V. 2015 Les hommes de Néandertal du Caucase du Nord : entre l’Ouest et l’Est  // L’Anthropologie. Vol. 119 (2). Pp. 254–301. https://doi.org/10.1016/j.anthro.2015.04.003
14 - Golovanova L.V., Doronichev V.B., Cleghorn N.E., Sapelko T.V., Kulkova M.A., and Spasovskiy Yu.N. 2014 The Epipaleolithic of the Caucasus after the Last Glacial Maximum.  // Quaternary International 337, рр. 189 – 224. https://doi.org/10.1016/j.quaint.2012.04.034
15 - Голованова Л.В.,  Иванов В.В., Дороничев В.Б. 2014 Анализ структуры культурного слоя эпохи среднего палеолита (по материалам слоя 2В4 Мезмайской пещеры, Северный Кавказ).  // Проблемы археологии эпохи камня. Труды исторического факультета Санкт-Петербургского Государственного Университета, Том 18. С. 59 – 87.  
16 - Golovanova L.V., Doronichev V.B. 2012 EUP of the Caucasus: In contekst  of Western Euro-Asian sources. // L’Aurignacien de la grotte Yafteh et son contexte (fouilles 2005-2008) / The Aurignacian of Yafteh cave and its context (2005-2008 excavations). Еds. M. Otte Marcel Otte, Sonia Shidrang & Damien Flas. Liège, ERAUL 132, pp. 137–160.
17 - Голованова Л.В., Дороничев В.Б. 2012 Имеретинская культура в верхнем палеолите Кавказа: прошлое и настоящее. // Первобытные древности Евразии. К 60-летию А.Н.Сорокина. М.: ИА РАН, с. 59-102.
18 - Golovanova L.V., Doronichev V.B., Kulkova M.A., Cleghorn N.E., Sapelko T.V., Shackley M.S. 2010 Significance of ecological factors in the Middle to Upper Paleolithic transition. // Current Anthropology. Vol. 51,  5, рр. 655-691. DOI: 10.1086/656185
19 - Golovanova L.V., Doronichev V.B., Cleghorn N.E. 2010 The emergence of bone-working and ornamental art in the Caucasian Upper Paleolithic //  Antiquity. Volume 84, Issue 324, pp. 299–320. DOI: https://doi.org/10.1017/S0003598X0006659X
20 - Golovanova L.V., Cleghorn N., Doronichev V., Burr G., Sulergizkiy L., Hoffecker J. 2005 The early  Upper Paleolithic in Northern Caucasus  (new data from Mezmaiskaya cave, excavation 1997). //  Eurasian Prehistory. 4(1-2), рр. 43-78.
21 - Голованова Л.В., Дороничев В.Б. 2005  Экологические ниши и модели адаптации  в среднем  палеолите Кавказа. // Материалы и исследования по археологии Кубани, №5. Стр. 3-72.
22 - Голованова Л.В., Дороничев В.Б. 2004 Средний палеолит Кавказа. // Aрхеологический Альманах, 13. Донецк. С. 18-66.
23 - Голованова Л.В. 2004 Новые данные о жилых структурах на стоянках неандертальцев (по материалам Северного Кавказа). // Невский археолого-историографический сборник, с. 262-287.
24 - Golovanova L., Doronichev V. 2003 The Middle Paleolithic of Caucasus. // Journal of World  Prehistory. Volume 17, n. 1, pp. 71–140. https://doi.org/10.1023/A:1023960217881
25 - Голованова Л.В., Хоффекер Дж. 2000 Микок на Северном Кавказе. // Aрхеологический Альманах 9. Донецк, c. 35-64.
26 - Голованова Л.В. 2000 Рубеж среднего и позднего палеолита на Северном Кавказе. // Стратум. С. 158-177.
27 - Golovanova L.V., Hoffecker J.F., Kharitonov V., Romanova G. 1999. Mezmaiskaya cave: Neanderthal Occupation in the Northern Caucasus. // Current Anthropology, n.1, рр. 77-86.
28 - Голованова Л.В., Хоффекер Д.Ф., Харитонов В.М., Романова Г.П. 1998 Мезмайская пещера (результаты предварительного изучения 1987-95 гг.). // Российская археология, М., № 3, c. 85-98.
29 - Голованова Л.В., Барышников Г.Ф., Левковская Г.М., Несмеянов С.А. 1995 Многослойная пещерная мустьерская стоянка Матузка на Северном Кавказе  (по исследованиям 1985 - 89 гг.). Часть 1. //  Российская Археология, № 3,  с. 105-118.
30 - Голованова Л.В., Барышников Г.Ф., Левковская Г.М., Несмеянов С.А. 1995 Многослойная пещерная мустьерская стоянка Матузка на Северном Кавказе (по исследованиям 1985-89 гг.). Часть 2.  // Российская Археология, № 4, с.77-86.
31 - Голованова Л.В. 1992 Проблемы перехода от раннего к среднему палеолиту на Северо-Западном Кавказе. // Вопросы археологии Адыгеи. Майкоп, с. 156-181.
32 - Голованова Л.В. 1986 Условия залегания палеолита на Среднехаджохской       стоянке и характеристика индустрии. // Вопросы археологии Адыгеи. Майкоп, с.24-74.